# Ace Tee
Ace Tee (geboren 1993 in Berlin), bürgerlicher Name Tarin Wilda, ist eine deutsche R&B-Sängerin aus Hamburg. 2017 wurde ihr Lied Bist du down zu einem viralen Hit in den Vereinigten Staaten.

## Leben
Ace Tee ist im Hamburger Stadtteil Jenfeld aufgewachsen, ihre Eltern stammen aus Ghana. Sie besuchte die Akademie Deutsche POP in Hamburg, brach diese jedoch nach einiger Zeit wieder ab. Des Weiteren absolvierte sie eine Ausbildung zur Haarstylistin. Unter dem Künstlernamen MEDUZV begann sie Musik zu machen.
Ende 2016 veröffentlichte Ace Tee ihr Lied Bist du Down, welches sie mit dem Rapper Kwam E aufgenommen hatte. Auf ihn wurde sie über ein Gesuch bei Facebook aufmerksam. Das dazugehörige Musikvideo wurde von ihr selbst unter einer Eisenbahnbrücke in Hamburg-Altona-Nord gedreht. Durch einen Tweet einer kanadischen Twitternutzerin, bei dem diese einen Vergleich mit der Band TLC aufstellte, wurde das Lied und das dazugehörige Musikvideo zu einem viralen Hit in den Vereinigten Staaten. Daraufhin wurde die Vogue auf die Sängerin aufmerksam und berichtete über das Lied und das Musikvideo. 2017 designte sie eine Modekollektion für H&M.
Am 1. September 2017 veröffentlichte sie mit dem Rapper Kwam E den Song Jumpa. Auf dem Album tru. von Cro ist Ace Tee als Gastmusikerin vertreten. Ihre erste EP Tee Time erschien am 8. September 2017 und enthält 5 Songs, darunter die vorher veröffentlichten Songs Bist du down und Jumpa. Sie nahm die EP mit dem Rapper Kwam E auf, der auch auf allen Songs vertreten ist. Am 22. September erschien die Single Bis um 4 von dem Hamburger Rapper Kalim, die er mit Ace Tee aufnahm. Das dazugehörige Video wurde drei Tage später auf YouTube veröffentlicht.
Im Juli 2020 erschien mit Hunnies die erste Soloveröffentlichung von Ace Tee nach knapp drei Jahren. Es folgte die Single Steez im September 2020 sowie die EP Ace X im Oktober desselben Jahres. Am 21. Mai 2021 erschien die Single White Tee und am 13. Mai 2022 die Single Take What’s Mine. In Zusammenarbeit mit Balbina und Ebow entstand ein Remake (Es ist okay, Mensch (2022)) des Songs Mensch von Herbert Grönemeyer. Am 11. November 2022 erschien die EP AceX2000, aus der zuvor die Singles Pink Pantha!, Savage und To the Top veröffentlicht wurden.

## Diskografie

### EPs
| Jahr | Titel Musiklabel    | Anmerkungen                                          |
| ---- | ------------------- | ---------------------------------------------------- |
| 2017 | Tee Time Four Music | Erstveröffentlichung: 8. September 2017 feat. Kwam E |
| 2020 | Ace X Four Music    | Erstveröffentlichung: 23. Oktober 2020               |
| 2022 | AceX2000 Four Music | Erstveröffentlichung: 11. November 2022              |

### Singles
| Jahr | Titel Album            | Anmerkungen                                            |
| ---- | ---------------------- | ------------------------------------------------------ |
| 2016 | Bist du down? Tee Time | Erstveröffentlichung: 20. Dezember 2016 feat. Kwam E   |
| 2017 | Jumpa Tee Time         | Erstveröffentlichung: 1. September 2017 feat. Kwam E   |
| 2020 | Hunnies Ace X          | Erstveröffentlichung: 31. Juli 2020                    |
| 2020 | Steez Ace X            | Erstveröffentlichung: 11. September 2020               |
| 2021 | White Tee –            | Erstveröffentlichung: 21. Mai 2021                     |
| 2022 | Take What’s Mine –     | Erstveröffentlichung: 13. Mai 2022                     |
| 2022 | Pink Pantha! AceX2000  | Erstveröffentlichung: 27. Mai 2022                     |
| 2022 | Savage AceX2000        | Erstveröffentlichung: 9. September 2022                |
| 2022 | To the Top AceX2000    | Erstveröffentlichung: 14. Oktober 2022                 |
| 2023 | Black & Blue –         | Erstveröffentlichung: 17. März 2023 mit Bounce Brothas |

### Gastbeiträge
| Jahr | Titel Album                    | Anmerkungen                                                                                 |
| ---- | ------------------------------ | ------------------------------------------------------------------------------------------- |
| 2017 | slow down tru.                 | Erstveröffentlichung: 8. September 2017 Cro feat. Ace Tee                                   |
| 2017 | Bis um 4 Thronfolger           | Erstveröffentlichung: 22. September 2017 Kalim feat. Ace Tee                                |
| 2018 | Twix –                         | Erstveröffentlichung: 3. Juli 2018 Oscar #Worldpeace feat. Ace Tee                          |
| 2018 | Wo ich wohne Slice of Paradise | Erstveröffentlichung: 7. November 2018 Figub Brazlevič & Klaus Layer feat. Kwam E & Ace Tee |
| 2019 | Zu tief Izza                   | Erstveröffentlichung: 4. Oktober 2019 Kwam E feat. Ace Tee                                  |
| 2021 | Maggi Sauce –                  | Erstveröffentlichung: 2. September 2021 mit Jaynbeats & Kwam E                              |
| 2022 | Es ist okay, Mensch (2022) –   | Erstveröffentlichung: 26. August 2022 mit Balbina, Ebow & Herbert Grönemeyer                |